# Iglesia de Santa Eulalia (Éller)
La iglesia de Santa Eulàlia d’Éller está situada en la entidad de población de Éller, perteneciente al municipio de Bellver de Cerdaña, en la comarca de la Baja Cerdaña (España). Se encuentra documentada la parroquia de Éller en el acta de consagración de la catedral de la Seo de Urgel de finales del siglo X.

## Edificio
Construido durante el siglo XII, tiene grandes similitudes con la iglesia cercana de Sant Policarp de Cortàs. Consta de nave rectangular bastante pequeña con ábside ligeramente desviado hacia la izquierda, este fue derribado y substituido por otro con forma rectangular para poder poner un retablo barroco de dimensión más grande que el ábside semicircular primitivo.
Presenta en la puerta de entrada un trabajo en hierro forjado propio de la época románica. Tiene de reformas posteriores el añadido de un campanario de torre de planta cuadrada.
En el Museo Nacional de Arte de Cataluña de Barcelona se conserva procedente de esta iglesia un Cristo majestad atribuido al taller de Ripoll.